# Eugène Dufriche
Pour les articles homonymes, voir Dufriche.
Paul Eugène Denis Dufriche, connu comme Eugène Dufriche, né à Paris le 7 octobre 1848 et mort à une date inconnue au début du XXe siècle, est un chanteur lyrique baryton français, dont la carrière s'est déroulée à Paris dans les années 1870-1880, en Europe (particulièrement à Londres) dans les années 1890, et à New York dans les années 1890-1900.

## Biographie et carrière
Dufriche fait ses études au Conservatoire de Paris ; en 1873 il chante le rôle de Lothario dans Mignon lors du concert de remise des prix.
Il fait ses débuts à Paris à l'Opéra-Comique le 27 août 1874 en chantant un rôle secondaire, Loïc, dans l'opéra-comique de Meyerbeer Le pardon de Ploërmel ; il chante lors de la centième représentation de la pièce en septembre. Le 3 mars 1875, il crée le rôle de Zuniga, lieutenant des dragons, lors de la première représentation de Carmen de Bizet à l'Opéra-Comique. En décembre 1875, il chante le rôle du juge lors d'une reprise de l'opéra-comique de Boieldieu, Le Calife de Bagdad ; en 1876, il chante Girot dans Le pré aux clercs de Ferdinand Hérold. En 1878, il assure le rôle du capitaine Roland de la Bretonnière dans Les Mousquetaires de la reine de Fromental Halévy et celui du génie Amgiad dans La statue d'Ernest Reyer.
Sa carrière continue en 1879 avec le rôle de Scindia dans Le Roi de Lahore, qu'il chante à Gênes, et à Paris au Théâtre de la Gaîté où il interprète Capulet dans les Amants de Vérone, un drame lyrique de Paul de Richard d'Ivry, celui de Montauban dans Gilles de Bretagne de Henri Kowalski, et celui de Sainte-Croix dans Paul et Virginie. Il quitte l'Opéra-Comique au début de 1882 pour se consacrer à des tournées en tant qu'artiste invité.
Dufriche se produit à Monte-Carlo en 1883 dans le rôle de Valentin dans Faust et dans celui de Lothario dans Mignon : le Journal de Monaco en rend compte en termes : « M. Dufriche s'est fait remarquer dans le rôle de Lothario. Le duo des hirondelles, chanté par Mlle Van-Zandt et lui, a été redemandé; doué d'une très belle voix, excellent musicien, il a en outre joué les scènes du troisième acte en véritable comédien. » et donne des indications biographiques sur Dufriche. On note que selon Walsh, « comme beaucoup de chanteurs de la période, il semble avoir été affligé du tremolo ». 
Hugo Wolf, rendant compte dans une chronique musicale du 4 mai 1884 de la représentation à Vienne au Hofoper de La Gioconda d'Amilcare Ponchielli, un opéra qu'il n'a guère aimé, fait l'éloge d'Eugène Dufriche : « De tous les acteurs, c'est le signor Dufriche qui a notre préférence parce qu'il rendit parfaitement, par le jeu d'acteur et par le chant, la méchanceté de Barnaba. ».
De 1890 à 1905, il chante au Royal Opera House de Londres, notamment les rôles de Quasimodo dans Esmeralda et du rabbin David dans L'amico Fritz de Pietro Mascagni ; il crée à Covent Garden celui du sergent Bustamente dans La Navarraise de Jules Massenet le 20 juin 1894 lors de la création de cet épisode lyrique en deux actes ; il chante celui d'Amonasro dans Aida de Verdi. Il se produit également à Saint-Pétersbourg, à Buenos Aires et au Teatro di San Carlo de Naples ; il revient également chanter à Paris : en 1891, il joue Telramund dans Lohengrin de Wagner à l'Opéra ; en mars 1892, c'est le deuxième tableau du premier acte de Parsifal en français qu'il chante lors d'un concert au Conservatoire de Paris sous la direction de Jules Danbé.
Le 3 novembre 1897, à Milan, il reprend le rôle de Bustamente dans La Navarraise, avec pour partenaire entre autres le ténor Enrico Caruso qui en est à ses débuts milanais .
De 1893 à 1908, Dufriche se produit régulièrement au  Metropolitan Opera de New York dans divers rôles secondaires. Son répertoire comprenait des rôles dans les opéras de Mozart, de Donizetti et de Rossini, des rôles du répertoire français (comme celui du contrebandier Le Dancaïre dans Carmen), trois opéras de Meyerbeer, quatre opéras de Verdi, cinq opéras de Wagner, ainsi que des rôles dans des opérettes. Il retrouve Caruso sur la scène du Met le 23 novembre 1903 quand ce dernier fait ses débuts dans Rigoletto, Dufriche chantant le rôle du comte Monterone. De 1904 à 1908, il assure la mise en scène de plusieurs opéras au Met, comme en 1906 Madame Butterfly de Puccini ou Adriana Lecouvreur de Francesco Cilea en 1907.
En octobre 1887, il épouse la chanteuse Suzanne Lagier, ; elle meurt en 1893. Dufriche meurt après 1908. Sa fille, Marie, chanteuse mezzo-soprano et pianiste, épouse à Paris en 1904 le ténor et violoncelliste canadien Rodolphe Plamondon.